# Wolverine e gli X-Men
Wolverine e gli X-Men (Wolverine and the X-Men) è una serie televisiva a cartoni animati basata sui personaggi a fumetti degli X-Men editi dalla Marvel Comics. La serie è stata prodotta dai Marvel Studios. In Italia la serie è andata in onda sul canale Rai Gulp, ed è stata trasmessa per una sola stagione.

## Trama
Wolverine deve ricomporre la squadra degli X-Men dopo che un'esplosione ha distrutto lo Xavier Institute e Charles Xavier e Jean Grey sono scomparsi. Insieme all'Uomo Ghiaccio e Shadowcat inizia la ricostruzione dello Xavier Institute.
L'arrivo della telepate Emma Frost nel gruppo permette di rintracciare Charles Xavier, telepaticamente in contatto con gli X-Men del futuro, in una realtà distopica dove informa Wolverine che deve evitare la guerra per non far cadere la Terra sotto il dominio di Master Mold e delle Sentinelle.
Durante il corso di tutta la stagione, il ruolo di Emma come telepate degli X-Men consente al team di trasferire il resto degli altri membri nella speranza di una ricostruzione. Mentre alcuni erano perplessi riguardo alla veridicità della visione, tra cui Nightcrawler, altri come Tempesta erano più che disposti ad accettare la realtà della visione di Xavier, ora messa in prospettiva. Gli X-Men riescono così a superare molte difficoltà lungo la strada per il raggiungimento del loro obiettivo finale di riprendersi Jean ed, infine, rivelando la verità che circonda il mistero della causa dell'esplosione del palazzo con le successive sparizioni di Xavier e Jean.
Nel frattempo, Magneto accoglie nuovi mutanti a Genosha, tra i quali vi è Nightcrawler. Magneto sostiene che Genosha è una zona sicura per i mutanti. In un primo momento Nightcrawler ci crede, ma una più accurata analisi Genosha, in realtà, risulta un luogo utilizzato da Magneto per usare i poteri dei mutanti. Così Nightcrawler fugge, ma, quando arriva di nuovo a palazzo, viene catturato da Mystica. Nel frattempo Wolverine, con l'aiuto di Emma, fa emergere ricordi di alcuni luoghi del passato e a svelare la verità dei suoi avvistamenti. Ricorda di avere incontrato una ragazza mutante e solitaria, un vecchio amico di nome Sabretooth, ed infine riesce, in una certa misura, ad approfondire la verità del suo passato. Ciclope non ha mai accettato la fine di Jean e pensa che sia ancora viva. La lotta pesante tra gli X-Men e Sinistro è terminata senza che si potesse raggiungere il vero obiettivo. Ciclope giura a Wolverine che la sua presenza negli X-Men non è condizionata dalla ricerca di Jean. Jean si sveglia in un ospedale dopo mesi di coma.
Venne poi rivelato che l'attacco ipotizzato nella "premonizione" al palazzo, non era dovuto ad una causa sconosciuta, ma dal rilascio involontario di una forza immensa e altamente distruttiva da parte di Jean, definito come "il potere della Fenice", una forza dormiente presente nel profondo del suo subconscio, nel tentativo di fermare un attacco telepatico imminente guidato da Emma, che stava segretamente lavorando come agente doppio per il Cerchio Interno e la Naiadi di Stepford. Insieme a Sebastian Shaw, Selene, Harry Leland, e Donald Pierce, erano membri del club infernale, il cui compito era di ottenere, non solo il potere della forza Fenice, ma anche di togliere Jean dalla protezione di Xavier e di risvegliare l'antico essere in lei presente, prima della sua completa maturazione, e di conseguenza portare avanti una distruzione senza precedenti, come aveva fatto molte volte in passato nel corso della storia della Terra. Tuttavia, grazie ad una mossa completamente sconosciuta ad Emma, il resto dei membri del Club Infernale condivisero tutti una visione completamente diversa e più sinistra di quello che avevano inizialmente vissuto. Così Emma comprende di aver sbagliato, per cui tradisce il Cerchio Interno, e tenta di redimersi agli occhi degli X-Menː non solo per salvare Jean ma, dare anche seguito al suo piano originale di distruggere l'entità cosmica presente in Jean prima che possa maturare. Purtroppo, le sue azioni provocano la sua morte apparente. Rogue si scusa con Wolverine e infine si ricongiunge agli X-Men. Gli X-Men ora pienamente riformati, sono elogiati per le loro azioni dal Professor Xavier, ma vengono avvertiti di un nuovo pericolo che si avvicina: l'era di Apocalisse.

## Personaggi
- X-Men
  - Wolverine
  - Tempesta
  - Ciclope
  - Bestia
  - Jean Grey / Fenice
  - Kitty Pryde
  - Uomo Ghiaccio
  - Angelo
  - Nightcrawler
  - Colosso
  - Professor Xavier
  - Rogue
  - Forge
- Futuri X-Men
  - Berzerker
  - Kamal
  - Rover
  - Alfiere
  - Marrow
  - Satiro
  - Svanitore
- Confraternita dei mutanti malvagi
  - Quicksilver
  - Blob
  - Toad
  - Valanga
  - Domino
  - Psylocke
- Accoliti
  - Magneto
  - Scarlet
  - Polaris
  - Seamus Mellencamp
  - Mystica
  - Pyro
  - Blink
  - Senyaka
  - Fenomeno
  - Scanner
  - Fratelli Kleinstock
  - Mercury
- Marauders
  - Sinistro
  - Arclight
  - Uomo Multiplo
  - Arcangelo
  - Blockbuster
  - Harpoon
  - Vertigo
- Club infernale
  - Sebastian Shaw
  - Selene
  - Donald Pierce
  - Harry Leland
  - Naiadi di Stepford
  - Emma Frost
- MRD/Progetto Sentinelle
  - Senatore Kelly
  - Bolivar Trask
  - Dr. Sybil Zane
  - Dr. Peterson
  - Le Sentinelle
  - Warren Worthington II
  - Colonnello Moss
  - Sentinelle Freddatrici
  - Master Mold
  - Dr. Kavita Rao
  - Agente Haskett
- Arma X
  - Sabretooth
  - Professor Thorton
  - Christy Nord
  - X-23
  - Deadpool
  - Maverick
  - Dr. Abraham Cornelius
- Altri mutanti
  - Gambit
  - Apocalisse
  - Dust
  - Dazzler
  - Boom Boom
  - Fever Pitch
  - Trance
  - Synch
  - Nitro
  - Re delle Ombre
  - Squid-Boy
  - Magma
  - Pixie
  - Jubilee
  - Darwin
  - DJ
  - Gemelle M
  - Firestar
  - Quill
  - Shatter
  - Thunderbird
  - Nate Grey
  - Wolfsbane
  - Rockslide
  - Grande Berta
  - Feral
  - Washout
  - M
  - Network
  - Sauron
  - Samurai d'Argento
  - Tildie Soames
- Altri personaggi
  - Hulk
  - Mojo
  - Reavers
  - Spirale
  - Nick Fury
  - Wendigo
  - Mariko Yashida

## Episodi
1. Il senno di poi (prima parte)
2. Il senno di poi (seconda parte)
3. Il senno di poi (terza parte)
4. Inondazione
5. Gambit, il ladro
6. Navi e pirati
7. Wolverine vs. Hulk
8. Bomba a tempo
9. Il futuro X
10. Saluti da Genosha
11. Il passato dimenticato
12. Forza eccessiva
13. Formazioni di guerra
14. Vite rubate
15. Terreno di caccia
16. Badlands
17. Codice di condotta
18. Reazione violenta
19. Angelo custode
20. Esaurimento
21. Vagabondo
22. La mossa vincente
23. Sfumature di grigio
24. Premonizione (prima parte)
25. Premonizione (seconda parte)
26. Premonizione (terza parte)